# Leptura arcifera
Leptura arcifera es una especie de escarabajo del género Leptura, familia Cerambycidae. Fue descrita científicamente por Blanchard en 1871.
Habita en China. Mide 9-13 mm. El período de vuelo de esta especie ocurre en los meses de junio, julio y agosto.